# 卡利森 (堪薩斯州)
卡利森（英語：Cullison）是一個位於美國堪薩斯州普拉特縣的城市。

## 地方資料
根據2020年美國人口普查的數據，卡利森的面積為0.45平方千米，當中陸地面積為0.45平方千米，而水域面積為0.00平方千米。當地共有人口83人，而人口密度為每平方千米184.44人。